# Preadattamento
L'esattamento (o exattamento) è un concetto utilizzato per descrivere un particolare tipo di evoluzione delle caratteristiche degli esseri viventi; è un calco dell'espressione inglese exaptation introdotta da Stephen Jay Gould ed Elisabeth Vrba.
Nell'exattamento un carattere evoluto per una particolare funzione ne assume una nuova, indipendente dalla primitiva: un classico esempio è costituito dalle piume degli uccelli, evolute dai dinosauri presumibilmente per scopi di isolamento termico e poi rivelatesi utilissime per il volo, oppure il primitivo polmone che si è evoluto dalla vescica natatoria dei pesci. Nella specie umana, le pieghe laringee, comparse per impedire che in occasione del vomito il rigurgito del cibo entrasse nei polmoni, sono state successivamente cooptate per produrre suoni e si sono trasformate nelle corde vocali, pur mantenendo la loro funzione originaria.

## Storia e definizioni
L'idea che un tratto già presente in un organismo possa cambiare la sua funzione nel corso della storia evolutiva si può far risalire all’opera principale di Charles Darwin (Darwin 1859). Per lungo tempo il fenomeno è stato etichettato come "preadattamento", ma poiché questo termine può far pensare alla teleologia della biologia, mostrandosi in conflitto con la spiegazione naturalistica data dalla selezione naturale, è stato sostituito con il termine ‘exaptation’, introdotto da Stephen Jay Gould e Elisabeth Vrba nel 1982.
Il termine ‘exaptation’ può riferirsi a due categorie di caratteri con differenti implicazioni per il ruolo nell’adattamento, così definite:
1. Un carattere, precedentemente modellato dalla selezione naturale per una particolare funzione (un adattamento), viene adottato per un nuovo utilizzo (cooptazione).
2. Un carattere la cui origine non può essere attribuita all'azione diretta della selezione naturale (non-adattamento), viene adottato per l’uso corrente (cooptazione).

Le due definizioni non dicono nulla sul possibile modellamento del carattere da parte della selezione naturale dopo la cooptazione, anche se Gould e Vrba citano esempi di tratti modellati dopo cooptazione (es. le penne degli uccelli). La pressione di selezione su un tratto può cambiare se questo è utilizzato per una nuova funzione, così potenzialmente innescando una diversa traiettoria evolutiva.
Per evitare queste ambiguità, Buss et al. (1998) hanno suggerito il termine "adattamento cooptato", che è limitato a tratti che si sono evoluti dopo cooptazione. Tuttavia, i termini comunemente usati di "exaptation" e "cooptazione" rimangono in una certa misura vaghi a questo riguardo.

## Preadattamento
Il prefisso "pre-" in preadattamento può essere interpretato come preparazione, per ragioni non teleologiche, all'adattamento stesso in un tempo ad esso antecedente: il che comporta un diverso significato, rendendo preadattamento ed exaptation due concetti distinti. Una popolazione che viene ad esempio a trovarsi in un ambiente simile ad uno già incontrato in un passato non troppo lontano, magari più estremo dal punto di vista climatico (per es., più caldo o più asciutto), potrebbe riuscire a adattarsi ad esso con più facilità per il fatto che ha avuto modo di prepararsi a quel clima, avendone già incontrato uno simile in passato. 
La funzione potrebbe non venire sempre prima della forma: alcune strutture potrebbero modificare o alterare le funzioni primarie cui erano destinate per motivi strutturali o storici. Gould e Vrba inoltre distinguono, a seconda dei casi, forme di attamento (aptation) e non-aptation (per esempio nel "Dna ripetuto") come proprietà delle forme che solo successivamente, ma in via ipotetica, potrebbero sviluppare funzioni a fini adattativi o esattivi. Se queste proprietà porteranno a sviluppare caratteristiche adattative, solo allora si parlerà di forme di pre-adattamento. Se invece si creeranno forme esattive, si parlerà di pre-esattamento. 
Da queste definizioni si comprende come l'exaptation deriva solo in minima parte dalla cooptazione di forme adattative. Essa potrebbe infatti svilupparsi da forme di "attamenti" che possono per esempio essere considerate casuali per un determinato livello di speciazione: caratteristica questa che si può riscontrare tra geni, specie e organismi.

## Esempi
Ci sono molti esempi di exaptation. Un esempio classico è quello delle piume degli uccelli, che essendosi probabilmente evolute inizialmente per consentire la regolazione della temperatura corporea nell’animale, sono state adottate in un secondo momento come carattere sessuale secondario (ornamento nei maschi per attirare le femmine) e infine per il volo. Quindi in tal caso si dirà che le piume sono in origine un adattamento per la termoregolazione, ma una exaptation per il resto delle caratteristiche citate. Un ulteriore perfezionamento delle piume, in lunghezza e disposizione, per migliorare il volo sarà infine una forma di adattamento secondario dall'exaptation del volo stesso. 
Un altro esempio sono i polmoni di alcuni pesci primitivi, che si sono evoluti nei polmoni dei vertebrati terrestri, e, lungo una diversa linea evolutiva, si sono evoluti nella vescica natatoria, un organo di controllo del galleggiamento, presente nei pesci ossei. 
Un esempio comportamentale riguarda i lupi sub dominanti che leccano le bocche dei lupi alfa come segno di sottomissione (analogamente i cani, che sono alla fine lupi addomesticati, leccano i volti dei loro proprietari). Questo tratto può essere interpretato come exaptation del comportamento dei cuccioli di lupo che leccano i volti degli adulti per incoraggiarli a rigurgitare il cibo. 
Gli artropodi forniscono le prime testimonianze fossili di animali terrestri vissuti circa 419 milioni di anni fa (tardo Siluriano); altre tracce terrestri, risalenti a circa 450 milioni di anni fa, sembrano essere state prodotte proprio dagli artropodi. Essi erano già ben equipaggiati per colonizzare la terra ferma, dato che i loro esoscheletri articolati potevano fornire sostegno al corpo in assenza di spinta idrostatica e presentavano già caratteristiche meccaniche atte alla locomozione fuori dall’acqua. 
L’exaptation è un meccanismo importante per l’evoluzione del metabolismo. Alcuni studi hanno dimostrato che il metabolismo può sfruttare l'exaptation per l’adattamento a nuove condizioni ambientali. Sembra che la gran parte dei sistemi metabolici in grado di sfruttare le 44 diverse fonti di carbonio utilizzate dai viventi si sia evoluta per exaptation. Da questo punto di vista quindi, l’exaptation è importante per l’origine degli adattamenti in generale. Un recente esempio deriva dall'esperimento di Richard Lenski condotto su popolazioni di E.coli per studiare la loro evoluzione nel tempo; in questo esperimento di evoluzione sperimentale,  la crescita aerobica su citrato si è evoluta solo in una di dodici popolazioni dopo 31.000 generazioni. L'analisi genomica condotta da Blount e colleghi ha poi mostrato che questa nuova caratteristica era dovuta ad una duplicazione genica che aveva causato l'espressione in condizioni aerobiche di un gene trasportatore di citrato che normalmente si esprime solo in condizioni di anaerobiche.

## Cicli di adattamento e di exaptation
In uno dei loro primi lavori sull'exaptation, Gould e Vrba hanno ipotizzato, che quando un exaptation si verifica, il tratto può non essere perfettamente adatto al suo nuovo ruolo e può pertanto sviluppare nuovi adattamenti per migliorare la sua funzione. In altre parole, l'inizio dell’evoluzione di un particolare tratto è segnato da un adattamento primario per una forma o un ruolo specifici, seguito da un exaptation primaria (un nuovo ruolo viene assunto usando la caratteristica esistente, ma può non essere perfettamente adeguato ad essa), che a sua volta porta allo sviluppo di un adattamento secondario (la funzionalità viene migliorata grazie alla selezione naturale che favorisce la migliore prestazione), promuovendo ulteriormente l’avvento di un exaptation e così via.
Come abbiamo visto, le piume rappresentano un ottimo esempio, dal momento che si sono prima evolute per la termoregolazione e con il tempo sono state poi cooptate a servire altri scopi. Grandi piume con una specifica disposizione si sono prima originate come adattamento per catturare meglio gli insetti, e solo in un momento successivo sono divenute funzionali al volo, dato che le piume più grandi potevano assolvere meglio questa funzione.

## Implicazioni
Una delle sfide della teoria dell'evoluzione di Darwin era quella di spiegare come strutture complesse possano evolversi gradualmente, dato che le loro forme incipienti potrebbero risultare inadeguate per servire a qualsiasi funzione. Come ha tenuto a puntualizzare George Jackson Mivart (un critico di Darwin), il 5 per cento dell'ala di un uccello non è funzionale. La forma incipiente di tratti complessi non si sarebbe potuta mantenere abbastanza a lungo da evolvere in una forma utile.
Come Darwin ha scritto nell'ultima edizione Origine delle specie, molti tratti complessi si sono evoluti da tratti precedenti che avevano avuto funzioni diverse. Intrappolando l'aria, le piume primitive avrebbero permesso agli uccelli di regolare in modo efficiente la loro temperatura corporea, Successivamente, le piume sarebbero diventate sufficientemente grandi da consentire ad alcuni individui di planare. Questi individui avrebbero a loro volta avuto un maggior successo nella sopravvivenza e nella riproduzione, promuovendo la diffusione del tratto dato che questo poteva servire ad una seconda funzione, molto vantaggiosa: la locomozione. L'evoluzione delle penne degli uccelli può essere quindi spiegata come un passaggio dalla funzione di termoregolazione a quella del volo.